# RW
RW (ang. relative work) – spadochronowa akrobacja zespołowa wykonywana przez zespół skoczków podczas swobodnego spadania (przed otwarciem spadochronów).
Skoczkowie manewrując własnymi ciałami tworzą zaplanowane wcześniej figury. Zawody rozgrywane są w trzech konkurencjach:
- akrobacja zespołowa 4-osobowa, wysokość skoku 3050 m, czas pracy 35 s;
- akrobacja zespołowa 8-osobowa, wysokość skoku 3800 m, czas pracy 50 s;
- akrobacja zespołowa 16-osobowa, wysokość skoku 3800 m, czas pracy 50 s.

Zadaniem zespołu jest zbudowanie prawidłowo jak największej liczby kolejnych figur, wybranych z puli figur i sekwencji nakazanych, w wyznaczonym czasie pracy.

RW (relative work)
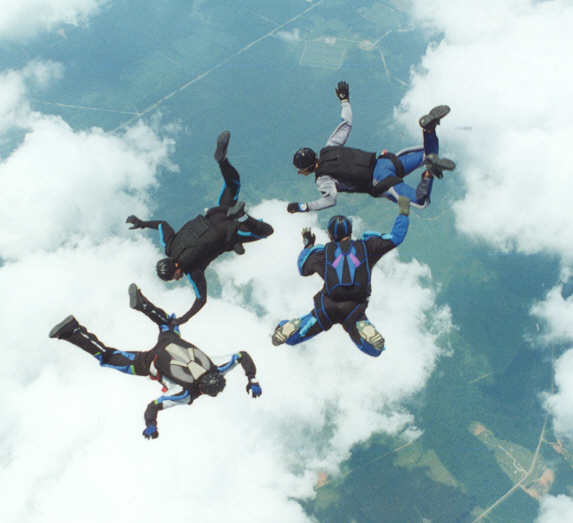
RW-4
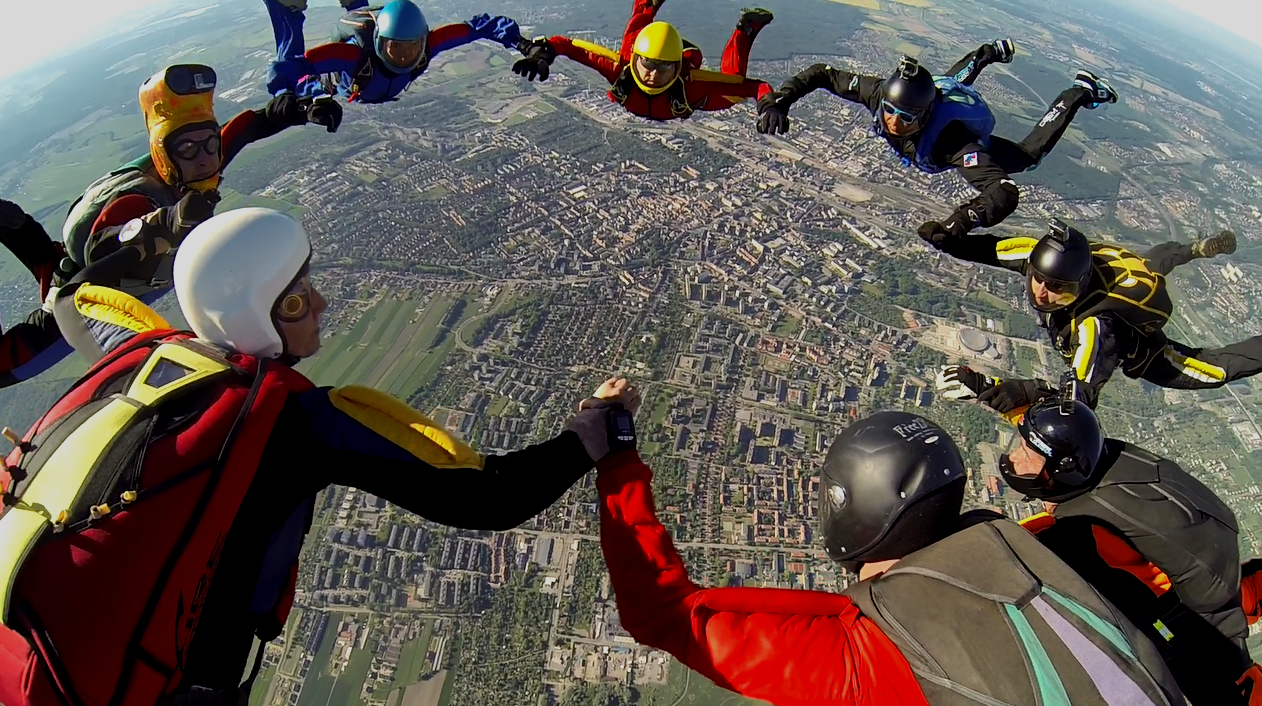
RW-8, skoczkowie sekcji spadochronowej Aeroklubu Gliwickiego (maj 2017)
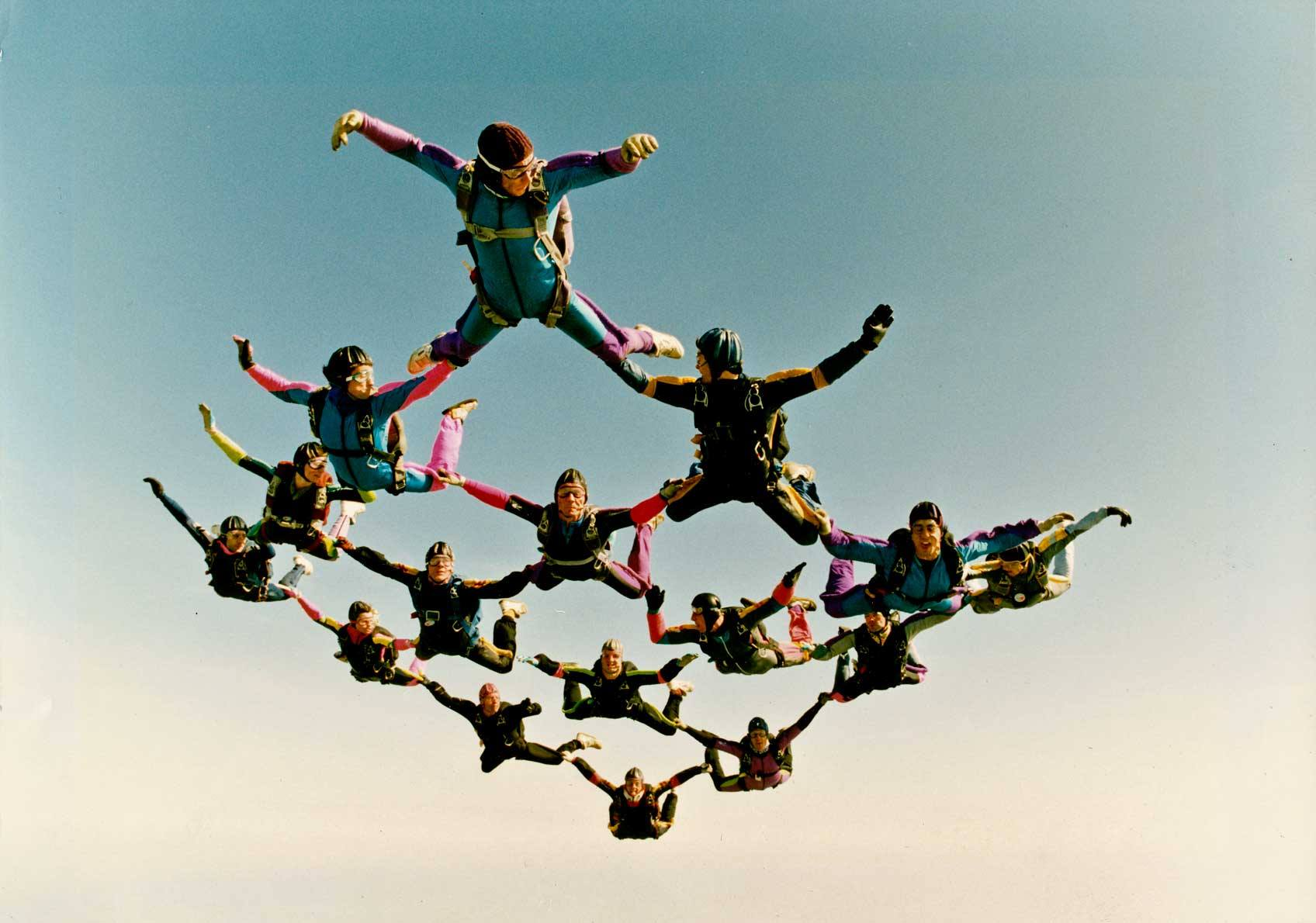
RW-16